# Andrew Ross Sorkin
Andrew Ross Sorkin né le 19 février 1977 à New York aux États-Unis, est un journaliste et auteur américain. Il est chroniqueur pour le The New York Times, fondateur et rédacteur en chef de DealBook, un service d'information financière publié par Times, qu'il a commencé en 2001. Sorkin est également co-animateur de l'émission matinale Squawk Box de CNBC.
Il est l'auteur de best-seller Too Big to Fail publié par Viking Press, qui décrit les événements de la crise financière de 2008. Le livre a été adapté dans un film de HBO Films Too Big to Fail : Débâcle à Wall Street en 2011. Andrew Ross Sorkin était un coproducteur du film, qui a été nommé pour 11 Emmy Awards.

## Biographie
Andrew Sorkin est né à New York dans la famille juive du dramaturge Joan Ross Sorkin et de Laurence T. Sorkin, associée du cabinet d'avocats Cahill Gordon & Reindel (en).
Sorkin a commencé à écrire pour The New York Times en 1995 sans avoir terminé ses études secondaires. Il est diplômé de l'école secondaire Scarsdale High School (en) en 1995 et a obtenu un baccalauréat ès sciences en communication du College of Agriculture and Life Sciences de l'Université Cornell en 1999 où il était membre de la fraternité Sigma Pi.

## Carrière
En 1999, Sorkin a rejoint The New York Times à plein temps en tant que journaliste sur les fusions et acquisitions européennes à Londres, L'année suivante, il est devenu le journaliste en chef des fusions et acquisitions du The Times à New York, poste qu'il occupe jusqu'à présent.
En 2001, Sorkin a lancé DealBook, un rapport financier quotidien en ligne publié par le Times. En tant que rédacteur en chef de DealBook, Sorkin tient une chronique hebdomadaire du même nom. Sorkin est également rédacteur en chef adjoint de l'actualité économique et financière du journal. DealBook a été l'un des premiers services d'agrégation d'actualités financières sur Internet.
En 2007, Sorkin a été l'un des premiers journalistes à identifier et à critiquer l'échappatoire fiscale pour les sociétés de capital-investissement et les fonds spéculatifs. Il a d’abord écrit sur ce sujet dans la chronique de mars 2007, appelant le traitement fiscal une « charade », puis il en a fait à la une du The New York Times. Il a écrit au moins une demi-douzaine d'articles critiquant les pratiques fiscales des sociétés de capital-investissement et a appelé le gouvernement à mettre fin à cette échappatoire.
En 2014, Sorkin a écrit une série d'articles dans lesquels il critiquait les entreprises américaines pour avoir tenté de réduire leurs impôts aux États-Unis en fusionnant avec de plus petites entreprises étrangères dans le cadre d'un accord connu sous le nom d'« inversion ». Il a également critiqué les banques de Wall Street pour avoir conseillé aux entreprises américaines de conclure de tels accords, décrivant ces banques comme des "co-conspirateurs d’entreprises". Sorkin a appelé le gouvernement à mettre fin à cette pratique. Le 22 septembre 2014, l'administration d'Obama a modifié les lois fiscales pour rendre plus difficile pour les entreprises américaines de s'unir pour éviter de payer des impôts.

## Vie privée
Sorkin est marié à Pilar Jenny Quinn, fille de Bobbie Quinn, une légende dans le monde du maquillage et de la mode. Leur mariage a eu lieu le 9 juin 2007. Le couple a trois enfants: les jumeaux Henry et Max, nés le 28 septembre 2010 et une fille Sydney, née le 4 janvier 2017.
Andrew Ross Sorkin et sa famille résident à Manhattan, dans l'Upper West Side.